# Jere Hård
Jere Hård (Jyväskylä, 7 dicembre 1978) è un ex nuotatore finlandese.

## Carriera
Ha vinto il titolo continentale sui 50 metri farfalla sia in vasca lunga (due volte) che in vasca corta.

## Palmarès
- Europei

Helsinki 2000: oro nei 50m farfalla.
Berlino 2002: oro nei 50m farfalla.
- Europei in vasca corta

Lisbona 1999: bronzo nei 50m farfalla.
Valencia 2000: argento nei 50m farfalla.
Riesa 2002: oro nei 50m farfalla e argento nei 100m farfalla.
Vienna 2004: argento nei 50m farfalla e bronzo nella 4x100m misti.
Helsinki 2006: argento nella 4x50m misti.